# Saison 2012-2013 de l'Olympique de Marseille
Maillots
Chronologie
Saison précédente Saison suivante
La saison 2012-2013 de l'Olympique de Marseille est la quatre-vingt-unième de l'histoire du club sous l'ère du professionnalisme. Elle débute alors que l'OM a remporté deux trophées : celui de la Coupe de la Ligue contre Lyon et le Trophée des champions face à Lille. Didier Deschamps est remplacé par Élie Baup à la tête de l'équipe. Le club est par ailleurs engagé dans trois autres compétitions que sont les deux coupes nationales et la Ligue Europa.

## Préparation d'avant-saison
L'avant-saison commence par la résiliation du contrat de Didier Deschamps le 2 juillet 2012. Celui-ci prendra alors le poste de sélectionneur de l'équipe de France.
Après être passé devant la DNCG, l'Olympique de Marseille commence la saison avec 110 millions d'euros, Vincent Labrune annonce que le club ne recrutera aucun joueur si l'OM n'en vend aucun.
Six joueurs quittent le club en fin de contrat dont trois signant dans un autre club : Brandao à l'AS Saint-Etienne en Ligue 1, Cédric D'Ulivo au Waasland-Beveren en Jupiler Pro League, Jean-Philippe Sabo au RC Strasbourg et Gérard Roland au Stade bordelais en CFA pour ces deux derniers. Djimi Traoré et Elinton Andrade quittent également le club.
L'Olympique de Marseille effectue un stage du 5 au 14 juillet à Crans-Montana en Suisse. Les Olympiens disputent deux matchs dont un face au FC Thoune et un face au SL Benfica avec leur nouvel entraineur Élie Baup. Le groupe olympien pour le stage est le suivant :
- Gardiens : Bracigliano, Fabri, Sy
- Défenseurs : Diawara, Fanni, Morel, L. N'Diaye, M'Bow, Mango, Aloé
- Milieux : Amalfitano, Cheyrou, A. Ayew, Osei, Abdullah, Bangoura, Azouni, Diop
- Attaquants : Gignac, Rémy, Omrani, Gadi, Ammari, Anani, Jobello

### Mercato d'hiver
La balance des transferts étant redevenue positive et les comptes rééquilibrés, le club peut à nouveau se permettre d'être actif sur le marché des transferts. Désireux de se renforcer, l'OM recrute une doublure à Steve Mandanda, le Congolais Brice Samba (venu lui aussi du Havre AC), mais également l'international Togolais Alaixys Romao en provenance du FC Lorient, milieu défensif (qui palliera le départ de Charles Kaboré), Foued Kadir, milieu offensif plutôt axial et international Algérien, venu de Valenciennes FC, et Modou Sougou, ailier droit Sénégalais arrivé tout droit du CFR Cluj (Roumanie).

## Transferts
| Nom                     | Nationalité  | Transfert                       | Provenance/Destination    | Division                        | Mercato               |
| Arrivées                |              |                                 |                           |                                 |                       |
| Élie Baup               | France       | Libre (ent.)                    | -                         | -                               | Mercato Estival       |
| Chris Gadi              | France       | Formé au club (Attaquant)       | Olympique de Marseille B  | CFA 2                           | Mercato Estival       |
| Najib Ammari            | Algérie      | Formé au club (Attaquant)       | Olympique de Marseille B  | CFA 2                           | Mercato Estival       |
| Florian Raspentino      | France       | Libre (Attaquant)               | FC Nantes                 | Ligue 2                         | Mercato Estival       |
| Lucas Mendes            | Brésil       | Transfert (2,2 M€) (Défenseur)  | Coritiba FC               | Brasileirão                     | Mercato Estival       |
| Kassim Abdallah         | Comores      | Transfert (500 k€) (Défenseur)  | CS Sedan Ardennes         | Ligue 2                         | Mercato Estival       |
| Stefan Popescu          | Roumanie     | Libre (Défenseur)               | AC Cesena                 | Serie A                         | Mercato Estival       |
| Foued Kadir             | Algérie      | Transfert (500 k€) (Milieu)     | Valenciennes FC           | Ligue 1                         | Mercato Hivernale     |
| Brice Samba             | France       | Transfert (400 k€) (Gardien)    | Le Havre AC               | Ligue 2                         | Mercato Hivernale     |
| Modou Sougou            | Sénégal      | Transfert (3 M€) (Attaquant)    | CFR Cluj                  | Liga I                          | Mercato Hivernale     |
| Alaixys Romao           | Togo         | Transfert (2 M€) (Milieu)       | FC Lorient                | Ligue 1                         | Mercato Hivernale     |
| Total dépenses : 8,5 M€ |              |                                 |                           |                                 |                       |
| Retours de prêt         |              |                                 |                           |                                 |                       |
| Leyti N'Diaye           | Sénégal      | Retour de prêt (Défenseur)      | AC Ajaccio                | Ligue 1                         | Mercato Estival       |
| Alexander N'Doumbou     | Gabon        | Retour de prêt (Milieu)         | US Orléans                | National                        | Mercato Estival       |
| Pape M'Bow              | Sénégal      | Retour de prêt (Défenseur)      | RAEC Mons                 | Jupiler Pro League              | Mercato Estival       |
| Najib Ammari            | Algérie      | Retour de prêt (Milieu)         | FC Rouen 1899             | National                        | Au cours de la saison |
| Prêts                   |              |                                 |                           |                                 |                       |
| Joey Barton             | Angleterre   | Prêt (Milieu)                   | Queens Park Rangers FC    | Barclays Premier League         | Mercato Estival       |
| Départ                  |              |                                 |                           |                                 |                       |
| Alou Diarra             | France       | Transfert (2,5 M€) (Milieu)     | West Ham United FC        | Barclays Premier League         | Mercato Estival       |
| César Azpilicueta       | Espagne      | Transfert (8,8 M€) (Défenseur)  | Chelsea FC                | Barclays Premier League         | Mercato Estival       |
| Stéphane Mbia           | Cameroun     | Transfert (6 M€) (Milieu)       | Queens Park Rangers FC    | Barclays Premier League         | Mercato Estival       |
| Loïc Rémy               | France       | Transfert (10,5 M€) (Attaquant) | Queens Park Rangers FC    | Barclays Premier League         | Mercato Hivernale     |
| Charles Kaboré          | Burkina Faso | Transfert (1,5 M€) (Milieu)     | FC Kouban Krasnodar       | Premier-Liga                    | Mercato Hivernale     |
| Total revenue : 29,3 M€ |              |                                 |                           |                                 |                       |
| Prêts                   |              |                                 |                           |                                 |                       |
| Chris Gadi              | France       | Prêt (1 ans) (Attaquant)        | US Boulogne CO            | National                        | Mercato Estival       |
| Najib Ammari            | Algérie      | Prêt (1 ans) (Milieu)           | FC Rouen 1899             | National                        | Mercato Estival       |
| Alexander N'Doumbou     | Gabon        | Prêt (1 ans)(Milieu)            | US Orléans                | National                        | Mercato Estival       |
| Florian Raspentino      | France       | Prêt (6 mois) (Attaquant)       | Stade Brestois 29         | Ligue 1                         | Mercato Hivernale     |
| Senah Mango             | Togo         | Prêt (6 mois) (Défenseur)       | Uzès Pont du Gard         | National                        | Mercato Hivernale     |
| Pape M'Bow              | Sénégal      | Prêt (6 mois) (Défenseur)       | Amiens SC                 | National                        | Mercato Hivernale     |
| Fins de contrat         |              |                                 |                           |                                 |                       |
| Brandão                 | Brésil       | Fin de contrat (Attaquant)      | AS Saint Étienne          | Ligue 1                         | Mercato Estival       |
| Djimi Traoré            | Mali         | Fin de contrat (Défenseur)      | -                         | -                               | Mercato Estival       |
| Jean-Philippe Sabo      | France       | Fin de contrat (Défenseur)      | RC Strasbourg             | CFA                             | Mercato Estival       |
| Elinton Andrade         | Brésil       | Fin de contrat (Gardien)        | -                         | -                               | Mercato Estival       |
| Cédric D'Ulivo          | France       | Fin de contrat (Défenseur)      | K. RS Waasland-SK Beveren | Jupiler Pro League              | Mercato Estival       |
| Didier Deschamps        | France       | Rupture du Contrat (ent.)       | Équipe de France          | Coupe du monde 2014 - Euro 2016 | Mercato Estival       |
| Gérard Roland           | France       | Fin de Contrat (Défenseur)      | Stade Bordelais           | National                        | Mercato Estival       |

## Systèmes de jeu
| \| Mandanda Fanni Nkoulou Diawara Morel Romao Cheyrou Amalfitano Valbuena A. Ayew Gignac Entr. : Baup \| Premier système de jeu utilisé · (4-2-3-1) |
| Mandanda Fanni Nkoulou Diawara Morel Romao Cheyrou Amalfitano Valbuena A. Ayew Gignac Entr. : Baup                                                  |

| Mandanda Fanni Nkoulou Diawara Morel Romao Cheyrou Amalfitano Valbuena A. Ayew Gignac Entr. : Baup |

## Rencontres de la saison

### Ligue 1
| Date                  | Journée | Adversaire             | Lieu | Score | Buteurs de l'OM                         | Class. | Ecart de pts avec le leader / 2e!! Public |                       |
| --------------------- | ------- | ---------------------- | ---- | ----- | --------------------------------------- | ------ | ----------------------------------------- | --------------------- |
| dimanche 12 août      | 1       | Stade de Reims         | Ext. | 0 - 1 | Cheyrou 78e                             | 6e     | - 0                                       | 21 044                |
| dimanche 19 août      | 2       | FC Sochaux-Montbéliard | Dom. | 2 - 0 | Gignac 54e, Fanni 90e                   | 2e     | - 0                                       | 33 624                |
| dimanche 26 août      | 3       | Montpellier Hérault SC | Ext. | 0 - 1 | Gignac 77e                              | 1er    | + 2                                       | 26 360                |
| dimanche 2 septembre  | 4       | Stade rennais FC       | Dom. | 3 - 1 | Morel 35e,Gignac 84e, Danzé 90+4e (csc) | 1er    | + 2                                       | 32 798                |
| dimanche 16 septembre | 5       | AS Nancy Lorraine      | Ext. | 0 - 1 | J. Ayew 53e                             | 1er    | + 2                                       | 18 256                |
| dimanche 23 septembre | 6       | Évian Thonon Gaillard  | Dom. | 1 - 0 | Amalfitano 33e                          | 1er    | + 4                                       | 33 774                |
| dimanche 30 septembre | 7       | Valenciennes FC        | Ext. | 4 - 1 | J. Ayew 90+3e                           | 1er    | + 3                                       | 22 584                |
| dimanche 7 octobre    | 8       | Paris Saint-Germain    | Dom. | 2 - 2 | Gignac 18e 32e                          | 1er    | + 3                                       | 40 748                |
| dimanche 21 octobre   | 9       | ESTAC Troyes           | Ext. | 1 - 0 | -                                       | 2e     | - 0                                       | 17 462                |
| dimanche 4 novembre   | 11      | AC Ajaccio             | Ext. | 0 - 2 | A. Ayew 55e, J. Ayew 88e                | 2e     | - 2                                       | 6 920                 |
| dimanche 11 novembre  | 12      | OGC Nice               | Dom. | 2 - 2 | A. Ayew 40e, Valbuena 68e               | 2e     | - 2                                       | 32 554                |
| dimanche 18 novembre  | 13      | Girondins de Bordeaux  | Ext. | 1 - 0 | -                                       | 4e     | - 5                                       | 28 464                |
| dimanche 25 novembre  | 14      | LOSC Lille             | Dom. | 1 - 0 | J.Ayew 46e                              | 2e     | - 2                                       | 32 470                |
| mercredi 28 novembre  | 10      | Olympique lyonnais     | Dom. | 1 - 4 | Rémy 77e                                | 3e     | - 2                                       | 35 359                |
| dimanche 2 décembre   | 15      | Stade brestois 29      | Ext. | 1 - 2 | Diawara 34e, A. Ayew 56e                | 3e     | - 2                                       | 13 904                |
| dimanche 9 décembre   | 16      | FC Lorient             | Dom. | 0 - 3 | -                                       | 3e     | - 5                                       | 31 832                |
| mercredi 12 décembre  | 17      | SC Bastia              | Ext. | 1 - 2 | Valbuena 14e, A. Ayew 70e (pen.)        | 3e     | - 3                                       | 0 (match à huis clos) |
| samedi 15 décembre    | 18      | Toulouse FC            | Ext. | 0 - 1 | Gignac 68e                              | 3e     | - 0                                       | 22 101                |
| dimanche 23 décembre  | 19      | AS Saint-Étienne       | Dom. | 1 - 0 | A. Ayew 45e                             | 3e     | - 0                                       | 37 007                |
| dimanche 13 janvier   | 20      | FC Sochaux-Montbéliard | Ext. | 3 - 1 | J. Ayew 55e                             | 3e     | - 3                                       | 13 488                |
| samedi 19 janvier     | 21      | Montpellier Hérault SC | Dom. | 3 - 2 | A. Ayew 14e, J. Ayew 79e, Gignac 90+1e  | 3e     | - 1                                       | 32 755                |
| samedi 26 janvier     | 22      | Stade rennais FC       | Ext. | 2 - 2 | A. Ayew 37e, J. Ayew 82e                | 3e     | - 3                                       | 27 258                |
| dimanche 3 février    | 23      | AS Nancy-Lorraine      | Dom. | 0 - 1 | -                                       | 3e     | - 6                                       | 30 634                |
| dimanche 10 février   | 24      | Évian Thonon-Gaillard  | Ext. | 1 - 1 | Gignac 50e                              | 3e     | - 8                                       | 14 097                |
| samedi 16 février     | 25      | Valenciennes FC        | Dom. | 1 - 0 | Fanni 90+4e                             | 3e     | - 5                                       | 31 446                |
| dimanche 24 février   | 26      | Paris Saint-Germain    | Ext. | 2 - 0 | -                                       | 3e     | - 8                                       | 44 984                |
| dimanche 3 mars       | 27      | ESTAC Troyes           | Dom. | 2 - 1 | Nkoulou 80e, Gignac 82e                 | 3e     | - 5                                       | 32 106                |
| dimanche 10 mars      | 28      | Olympique lyonnais     | Ext. | 0 - 0 | -                                       | 3e     | - 7                                       | 38 819                |
| vendredi 15 mars      | 29      | AC Ajaccio             | Dom. | 0 - 0 | -                                       | 3e     | - 7                                       | 30 986                |
| dimanche 31 mars      | 30      | OGC Nice               | Ext. | 0 - 1 | Gignac 15e                              | 2e     | - 7                                       | 17 012                |
| vendredi 5 avril      | 31      | Girondins de Bordeaux  | Dom. | 1 - 0 | Gignac 41e                              | 2e     | - 7                                       | 32 841                |
| dimanche 14 avril     | 32      | LOSC Lille             | Ext. | 0 - 0 | -                                       | 2e     | - 9                                       | 47 828                |
| samedi 20 avril       | 33      | Stade brestois 29      | Dom. | 1 - 0 | Cheyrou 45+1e                           | 2e     | - 9                                       | 33 316                |
| samedi 27 avril       | 34      | FC Lorient             | Ext. | 0 - 1 | Valbuena 25e                            | 2e     | - 9                                       | 17 395                |
| samedi 4 mai          | 35      | SC Bastia              | Dom. | 2 - 1 | Gignac 12e 81e                          | 2e     | - 7                                       | 35 687                |
| samedi 11 mai         | 36      | Toulouse FC            | Dom. | 2 - 1 | A. Ayew 45e 62e                         | 2e     | - 7                                       | 34 666                |
| samedi 18 mai         | 37      | AS Saint-Étienne       | Ext. | 2 - 0 | -                                       | 2e     | - 10                                      | 25 306                |
| dimanche 26 mai       | 38      | Stade de Reims         | Dom. | 0 - 0 | -                                       | 2e     | - 12                                      | 34 808                |

### Ligue Europa
La victoire de la saison précédente en Coupe de la Ligue donne accès au troisième tour de qualification de la Ligue Europa. Le coefficient UEFA du club lui permet d'être tête de série lors de ce tour.
| Rang | Équipe                   | Pts | J | G | N | P | Bp | Bc | Diff |  | Résultats (▼ dom., ► ext.) |     |     |     |     |
| ---- | ------------------------ | --- | - | - | - | - | -- | -- | ---- |  | -------------------------- | --- | --- | --- | --- |
| 1    | Fenerbahçe               | 13  | 6 | 4 | 1 | 1 | 10 | 5  | +5   |  | Fenerbahçe                 |     | 0-3 | 2-2 | 2-0 |
| 2    | Borussia Mönchengladbach | 11  | 6 | 3 | 2 | 1 | 11 | 6  | +5   |  | Borussia Mönchengladbach   | 2-4 |     | 2-0 | 2-0 |
| 3    | Olympique de Marseille   | 5   | 6 | 1 | 2 | 3 | 9  | 11 | -2   |  | Olympique de Marseille     | 0-1 | 2-2 |     | 5-1 |
| 4    | AEL Limassol             | 4   | 6 | 1 | 1 | 4 | 4  | 11 | -7   |  | AEL Limassol               | 0-1 | 0-0 | 3-0 |     |

| Date         | Tour                            | Adversaire               | Lieu | Score | Buteurs de l'OM                                   | Class.                     | Public |
| ------------ | ------------------------------- | ------------------------ | ---- | ----- | ------------------------------------------------- | -------------------------- | ------ |
| 2 août       | Troisième tour de qualification | Eskişehirspor            | Ext. | 1 - 1 | Gignac 49e                                        | Gignac 49e                 | 20 000 |
| 9 août       | Troisième tour de qualification | Eskişehirspor            | Dom. | 3 - 0 | A. Ayew 7e 66e, Gignac 36e                        | A. Ayew 7e 66e, Gignac 36e | 12 000 |
| 23 août      | Barrage                         | Sheriff Tiraspol         | Ext. | 1 - 2 | J. Ayew 18e 53e                                   | J. Ayew 18e 53e            | 20 000 |
| 30 août      | Barrage                         | Sheriff Tiraspol         | Dom. | 0 - 0 | -                                                 | -                          | 9 783  |
| 20 septembre | Journée 1                       | Fenerbahçe               | Ext. | 2 - 2 | Valbuena 83e, A. Ayew 90+4e                       | 1er                        | 47 000 |
| 4 octobre    | Journée 2                       | AEL Limassol             | Dom. | 5 - 1 | Fanni 42e, Mendes 61e, Rémy 76e 90+5e, Gignac 89e | 1er                        | 12 746 |
| 25 octobre   | Journée 3                       | Borussia Mönchengladbach | Ext. | 2 - 0 | -                                                 | 2e                         | 50 000 |
| 8 novembre   | Journée 4                       | Borussia Mönchengladbach | Dom. | 2 - 2 | Barton 54e, J. Ayew 67e                           | 3e                         | 29 367 |
| 22 novembre  | Journée 5                       | Fenerbahçe               | Dom. | 0 - 1 | -                                                 | 3e                         | 15 000 |
| 6 décembre   | Journée 6                       | AEL Limassol             | Ext. | 3 - 0 | -                                                 | 3e                         | 3 000  |

### Coupe de France
| Date       | Tour           | Adversaire          | Lieu | Score    | Buteurs de l'OM          | Public |
| ---------- | -------------- | ------------------- | ---- | -------- | ------------------------ | ------ |
| 6 janvier  | 1/32 de finale | EA Guingamp (L2)    | Dom. | 2 - 1 ap | Gignac 23e 107e          | 32 987 |
| 30 janvier | 1/16 de finale | FC Rouen (National) | Ext. | 1 - 2    | Valbuena 42e, Sougou 59e | 10 500 |
| 27 février | 1/8 de finale  | Paris SG (L1)       | Ext. | 2 - 0    | -                        | 40 000 |

### Coupe de la Ligue
| Date       | Tour               | Adversaire               | Lieu | Score | Buteurs de l'OM | Public |
| ---------- | ------------------ | ------------------------ | ---- | ----- | --------------- | ------ |
| 31 octobre | Huitième de finale | Paris Saint-Germain (L1) | Ext. | 2 - 0 | -               | 43 753 |

## Aspects juridiques et économiques

### Aspects juridiques

#### Organigramme
Le tableau ci-dessous présente l'organigramme de l'Olympique de Marseille pour la saison 2012-2013.
| Fonction                   | Nom                  |
| -------------------------- | -------------------- |
| Président du directoire    | Vincent Labrune      |
| Directeur sportif          | José Anigo           |
| Directeur général          | Philippe Pérez       |
| Directeur général adjoint  | Luc Laboz            |
| Responsable du recrutement | Jean-Philippe Durand |
| Coordinateur sportif       | Louis Vassallucci    |
| Secrétaire général         | Cédric Dufoix        |

| Fonction                           | Nom                  |
| ---------------------------------- | -------------------- |
| Directeur de la sécurité           | Guy Cazadamont       |
| Président de l'association OM      | Jean-Pierre Foucault |
| Vice-président de l'association OM | Robert Nazarétian    |

## Statistiques

### Statistiques collectives
| Compétition       | Débute au tour       | Place ou tour final | Première rencontre | Dernière rencontre | Nombre de matchs |
| Ligue 1           | -                    | Vice-champion       | 12 août 2012       | 26 mai 2013        | 38               |
| Ligue Europa      | 3e tour préliminaire | Phase de poule      | 2 août 2012        | 6 décembre 2012    | 6                |
| Coupe de France   | 1/32 de finale       | 1/8 de finale       | 6 janvier 2013     | 27 février 2013    | 3                |
| Coupe de la Ligue | 1/8 de finale        | 1/8 de finale       | 31 octobre 2012    | 31 octobre 2012    | 1                |

### Statistiques européennes
Points et classement dans le classement européen des clubs de football :
| -      | aou | sep | oct | nov | dec | jan | fev | mar | avr | mai | jui |
| points | 571 | 594 | 607 | 609 | 615 | 630 | 632 | 635 | 643 | 655 | 662 |
| place  | 30e | 28e | 28e | 28e | 28e | 29e | 29e | 30e | 29e | 30e | 31e |

Coefficient UEFA de l'Olympique Marseille :
| -     | aou    | sep    | oct    | nov    | dec    | jan    | fev    | mar    | avr    | mai    | jui    |
| coef. | 74,266 | 75,033 | 75,266 | 76,565 | 78,066 | 78,466 | 78,566 | 78,666 | 78,733 | 78,800 | 78,800 |
| place | 16e    | 16e    | 16e    | 16e    | 15e    | 16e    | 16e    | 16e    | 16e    | 16e    | 16e    |

Date de mise à jour : le 1er juin 2013.

### Statistiques buteurs
| Place   | Nom                  | Championnat de L1 | Coupe de France | Coupe de la Ligue | Ligue Europa | Total des buts |
| 1       | André-Pierre Gignac  | 13 buts           | 2 buts          | -                 | 3 buts       | 18 buts        |
| 2       | André Ayew           | 9 buts            | -               | -                 | 3 buts       | 12 buts        |
| 2       | Jordan Ayew          | 7 buts            | -               | -                 | 3 buts       | 10 buts        |
| 4       | Mathieu Valbuena     | 3 buts            | 1 but           | -                 | 1 but        | 5 buts         |
| 5       | Loïc Rémy            | 1 but             | -               | -                 | 2 buts       | 3 buts         |
| 5       | Rod Fanni            | 2 buts            | -               | -                 | 1 but        | 3 buts         |
| 7       | Benoît Cheyrou       | 2 buts            | -               | -                 | -            | 2 buts         |
| 8       | Jérémy Morel         | 1 but             | -               | -                 | -            | 1 but          |
| 8       | Lucas Mendes         | -                 | -               | -                 | 1 but        | 1 but          |
| 8       | Joey Barton          | -                 | -               | -                 | 1 but        | 1 but          |
| 8       | Souleymane Diawara   | 1 but             | -               | -                 | -            | 1 but          |
| 8       | Modou Sougou         | -                 | 1 but           | -                 | -            | 1 but          |
| 8       | Nicolas Nkoulou      | 1 but             | -               | -                 | -            | 1 but          |
| #       | contre son camp      | 2 buts            | -               | -                 | -            | 2 buts         |
| Détails | 14 buteurs olympiens | 40 buts           | 4 buts          | -                 | 15 buts      | 59 buts        |

### Statistiques passeurs
| Place | Nom                   | Championnat de L1 | Coupe de France | Coupe de la Ligue | Ligue Europa | Total des passes |
| 1     | Mathieu Valbuena      | 12 passes         | -               | -                 | 3 passes     | 15 passes        |
| 2     | Morgan Amalfitano     | 3 passes          | -               | -                 | 2 passes     | 5 passes         |
| 3     | André Ayew            | 2 passes          | -               | -                 | 1 passe      | 3 passes         |
| 3     | Joey Barton           | 3 passes          | -               | -                 | -            | 3 passes         |
| 3     | Rod Fanni             | 3 passes          | -               | -                 | -            | 3 passes         |
| 4     | Charles Kaboré        | 2 passes          | -               | -                 | -            | 2 passes         |
| 4     | Benoît Cheyrou        | 2 passes          | -               | -                 | -            | 2 passes         |
| 4     | Modou Sougou          | 2 passes          | -               | -                 | -            | 2 passes         |
| 6     | Lucas Mendes          | -                 | -               | -                 | 1 passe      | 1 passe          |
| 6     | André-Pierre Gignac   | -                 | -               | -                 | 1 passe      | 1 passe          |
| 6     | Loïc Rémy             | -                 | -               | -                 | 1 passe      | 1 passe          |
| 6     | Jérémy Morel          | 1 passe           | -               | -                 | -            | 1 passe          |
| #     | 12 passeurs olympiens | 30 passes         | -               | -                 | 9 passes     | 39 passes        |

### Autres statistiques
- Victoires consécutives :
- Défaites consécutives :
- Matchs sans défaite :
- Matchs sans victoire :
- Buts:
  - Premier but de la saison : André-Pierre Gignac,49e minute, lors de la Ligue Europa, face a Eskisehirspor le 2 août 2012
  - Premier penalty : A. Ayew,70e minute, lors de la 17e journée de Ligue 1, face au SC Bastia le 17 décembre 2012
  - Premier doublé :André Ayew,7e et 66e minute, lors de la Ligue Europa, face a Eskisehirspor le 9 août 2012
  - Premier triplé : aucun
  - Plus grande nombre de buts marqués contre l’adversaire : 5, lors de la 2e journée de Ligue Europa, face a l'AEL Limassol
  - Plus grande nombre de buts marqués par l’adversaire : 4,lors de la 7e journée de Ligue 1 face à Valenciennes FC
  - Plus grand nombre de buts marqués dans une rencontre : 6, lors de la 2e journée de Ligue Europa, face a l'AEL Limassol
  - Plus grand nombre de buts marqués en une mi-temps : 
  - Plus large victoire : 5-1 (contre Limassol [LE J2])
  - Plus large défaite :  0-3 (contre Lorient [L1 J16]), 1-4 (contre Lyon [L1 J10]), 3-0 (contre Limassol [LE J6]), 4-1 (contre Valenciennes [L1 J7])
  - But le plus rapide d'une rencontre marqué par l'OM : André Ayew,7e, lors du 3e tour de qualification retour de la Ligue Europa, face à Eskişehirspor Kulübü
  - But le plus rapide marqué par l'adversaire :   3e (pen.) (par Bafétimbi Gomis pour Lyon [L1 J10])
  - But le plus tardif d'une rencontre : Loïc Rémy,90e+5, lors de la 2e journée de la Ligue Europa, face à l'AEL Limassol
  - But le plus tardif marqué par l'adversaire :   90+3e (par Juan Arango pour Borussia Mönchengladbach [LE J4])
  - Joueur de l'OM ayant marqué un doublé : André-Pierre Gignac (contre Paris SG [L1 J8], Bastia [L1 J35] et Guingamp [CDF 1/32e]), André Ayew (contre Toulouse [L1 J36], Eskisehirspor [LE TQ3]), Jordan Ayew (contre Tiraspol [LE Barrage aller]), Loïc Rémy (contre Limassol [LE J2])
  - Joueur adverse ayant marqué un doublé : Anthony Le Tallec (pour Valenciennes [L1 J7]), Zlatan Ibrahimovic (pour Paris SG [L1 J8 / CDF 1/8e])
  - Joueur de l'OM ayant marqué un triplé : aucun
  - Joueur adverse ayant marqué un triplé : Bafétimbi Gomis (pour Lyon [L1 J10])
  - Rencontre avec le plus de buts marqués par l'OM : 5 (victoire 5-1 contre Limassol [LE J2])
  - Rencontre avec le plus de buts encaissés : 4 (défaite 1-4 contre Lyon [L1 J10], défaite 4-1 contre Valenciennes [L1 J7])
  - Rencontre la plus prolifique en buts : 6 (victoire 5-1 contre Limassol [LE J2])
  - Rencontre la moins prolifique :  0 (contre Lyon [L1 J28], Ajaccio [L1 J29], Lille [L1 J32], Reims [L1 J32] et Tiraspol [LE Barrage retour])

#### En Ligue 1
- Meilleur classement de la saison : 1er (J3 à 8)
- Moins bon classement de la saison : 6e (J1)
- Plus grand écart de points avec le 2e : + 4 (J6)
- Plus grand écart de points avec le leader : - 12 (J38)
- Plus grande série de victoires : 6 (J1 à 6)
- Plus grande série de matchs nuls : 2 (J28-29)
- Plus grande série de défaites : 1 (J7 / J9 / J13 / J10 / J16 / J20 / J23 / J26 / J37)
- Plus grande série de matchs sans défaite : 10 (J27 à 36)
- Plus grande série de matchs sans victoire : 3 (J7 à 9 / J22 à 24)
- Plus large victoire : 0-2 (contre Ajaccio [L1 J11]), 2-0 (contre Sochaux-Montbéliard [L1 J2]), 3-1 (contre Rennes [L1 J4])
- Plus large défaite : 0-3 (contre Lorient), 1-4 (contre Lyon), 4-1 (contre Valenciennes)
- Plus grande série de matchs en marquant au moins un but : 8 (J1 à 8)
- Plus grande série de matchs sans marquer : 2 (J28-29 / J37-38)
- But le plus rapidement marqué par l'OM :   12e (par André-Pierre Gignac contre Bastia [J35])
- But le plus rapidement encaissé :   3e (pen.) (par Bafétimbi Gomis pour Lyon [J10])
- But le plus tardivement marqué par l'OM :   90+4e (csc) (par Romain Danzé contre Rennes [J4]),   90+4e (par Rod Fanni contre Valenciennes [J25])
- But le plus tardivement encaissé :   90+1e (par Zlatan Ibrahimovic pour Paris SG [J26])
- Joueur de l'OM ayant marqué un doublé : André-Pierre Gignac (contre Paris SG [J8] et Bastia [J35]), André Ayew (contre Toulouse [J36])
- Joueur adverse ayant marqué un doublé : Anthony Le Tallec (pour Valenciennes [J7]), Zlatan Ibrahimovic (pour Paris SG [J8])
- Joueur de l'OM ayant marqué un triplé : aucun
- Joueur adverse ayant marqué un triplé : Bafétimbi Gomis (pour Lyon [J10])
- Rencontre avec le plus de buts marqués par l'OM : 3 (victoire 3-1 contre Rennes, victoire 3-2 contre Montpellier)
- Rencontre avec le plus de buts encaissés : 4 (défaite 1-4 contre Lyon, défaite 4-1 contre Valenciennes)
- Rencontre la plus prolifique en buts : 5 (victoire 3-2 contre Montpellier, défaite 4-1 contre Valenciennes, défaite 1-4 contre Lyon)
- Rencontre la moins prolifique : 0 (contre Lyon, Ajaccio, Lille et Reims)

### Prix Individuels
- Trophée Parmigiani de l'Olympien du Mois d'août : André-Pierre Gignac
- Trophée Parmigiani de l'Olympien du Mois de septembre : Mathieu Valbuena
- Trophée Parmigiani de l'Olympien du Mois d'octobre :  Mathieu Valbuena
- Trophée Parmigiani de l'Olympien du Mois de novembre : Mathieu Valbuena
- Trophée Parmigiani de l'Olympien du Mois de décembre : Joey Barton
- Trophée Parmigiani de l'Olympien du Mois de janvier : André Ayew
- Trophée Parmigiani de l'Olympien du Mois de février : Rod Fanni
- Trophée Parmigiani de l'Olympien du Mois de mars : Mathieu Valbuena
- Trophée Parmigiani de l"Olympien du Mois d'avril : Steve Mandanda
- Trophée Parmigiani de l'Olympien du Mois de mai : Mathieu Valbuena
- Trophée Parmigiani du Meilleur Olympien de la Saison : Mathieu Valbuena
- Meilleur Passeur de la Ligue 1 2012-2013 : Mathieu Valbuena
- Équipe type du Trophée UNFP 2012-2013 : Mathieu Valbuena, Nicolas Nkoulou

### Statistiques individuelles
| Numéro | Nat.                              | Nom         | Championnat | Championnat | Championnat | Championnat  | Coupe de France | Coupe de France | Coupe de France | Coupe de France | Coupe de la ligue | Coupe de la ligue | Coupe de la ligue | Coupe de la ligue | Ligue Europa | Ligue Europa | Ligue Europa | Ligue Europa | Total | Total       | Total  | Total        |
| Numéro | Nat.                              | Nom         | M.j.        | But inscrit | Averti      | Carton rouge | M.j.            | But inscrit     | Averti          | Carton rouge    | M.j.              | But inscrit       | Averti            | Carton rouge      | M.j.         | But inscrit  | Averti       | Carton rouge | M.j.  | But inscrit | Averti | Carton rouge |
| ------ | --------------------------------- | ----------- | ----------- | ----------- | ----------- | ------------ | --------------- | --------------- | --------------- | --------------- | ----------------- | ----------------- | ----------------- | ----------------- | ------------ | ------------ | ------------ | ------------ | ----- | ----------- | ------ | ------------ |
| 1      |                                   | Bracigliano | 0           | 0           | 0           | 0            | 0               | 0               | 0               | 0               | 0                 | 0                 | 0                 | 0                 | 1            | 0            | 0            | 0            | 1     | 0           | 0      | 0            |
| 2      |                                   | Azpilicueta | 2           | 0           | 0           | 0            | 0               | 0               | 0               | 0               | 0                 | 0                 | 0                 | 0                 | 1            | 0            | 0            | 0            | 3     | 0           | 0      | 0            |
| 2      |                                   | Abdallah    | 13          | 0           | 1           | 1            | 2               | 0               | 0               | 0               | 1                 | 0                 | 0                 | 0                 | 4            | 0            | 0            | 0            | 20    | 0           | 1      | 1            |
| 3      |                                   | Nkoulou     | 38          | 1           | 5           | 0            | 2               | 0               | 0               | 0               | 1                 | 0                 | 0                 | 0                 | 7            | 0            | 1            | 0            | 48    | 1           | 6      | 0            |
| 4      |                                   | Diarra      | 0           | 0           | 0           | 0            | 0               | 0               | 0               | 0               | 0                 | 0                 | 0                 | 0                 | 0            | 0            | 0            | 0            | 0     | 0           | 0      | 0            |
| 4      |                                   | Mendes      | 25          | 0           | 0           | 1            | 3               | 0               | 0               | 0               | 0                 | 0                 | 0                 | 0                 | 5            | 1            | 1            | 0            | 33    | 1           | 1      | 1            |
| 5      |                                   | N'Diaye     | 0           | 0           | 0           | 0            | 0               | 0               | 0               | 0               | 0                 | 0                 | 0                 | 0                 | 2            | 0            | 0            | 0            | 2     | 0           | 0      | 0            |
| 6      |                                   | Barton      | 25          | 0           | 5           | 1            | 3               | 0               | 1               | 0               | 0                 | 0                 | 0                 | 0                 | 5            | 1            | 1            | 0            | 33    | 1           | 7      | 1            |
| 7      |                                   | Cheyrou     | 25          | 2           | 2           | 0            | 2               | 0               | 0               | 0               | 1                 | 0                 | 1                 | 0                 | 7            | 0            | 2            | 1            | 35    | 2           | 5      | 1            |
| 8      |                                   | J. Ayew     | 35          | 7           | 6           | 1            | 2               | 0               | 0               | 0               | 1                 | 0                 | 1                 | 0                 | 9            | 3            | 4            | 0            | 47    | 10          | 11     | 1            |
| 9      |                                   | Gignac      | 30          | 13          | 4           | 0            | 3               | 2               | 0               | 0               | 0                 | 0                 | 0                 | 0                 | 6            | 3            | 0            | 0            | 39    | 18          | 4      | 0            |
| 10     |                                   | A. Ayew     | 35          | 9           | 5           | 1            | 2               | 0               | 1               | 0               | 1                 | 0                 | 0                 | 0                 | 7            | 3            | 4            | 0            | 45    | 12          | 10     | 1            |
| 11     |                                   | Rémy        | 14          | 1           | 0           | 0            | 1               | 0               | 0               | 0               | 1                 | 0                 | 0                 | 0                 | 7            | 2            | 2            | 0            | 22    | 3           | 2      | 0            |
| 12     |                                   | Osei        | 0           | 0           | 0           | 0            | 0               | 0               | 0               | 0               | 0                 | 0                 | 0                 | 0                 | 0            | 0            | 0            | 0            | 0     | 0           | 0      | 0            |
| 13     |                                   | Abdullah    | 15          | 0           | 1           | 0            | 1               | 0               | 0               | 0               | 1                 | 0                 | 0                 | 0                 | 6            | 0            | 0            | 0            | 23    | 0           | 1      | 0            |
| 14     |                                   | M'Bow       | 0           | 0           | 0           | 0            | 1               | 0               | 0               | 0               | 0                 | 0                 | 0                 | 0                 | 2            | 0            | 0            | 0            | 3     | 0           | 0      | 0            |
| 14     |                                   | Kadir       | 13          | 0           | 0           | 0            | 1               | 0               | 0               | 0               | 0                 | 0                 | 0                 | 0                 | 0            | 0            | 0            | 0            | 14    | 0           | 0      | 0            |
| 15     |                                   | Morel       | 36          | 1           | 4           | 0            | 2               | 0               | 0               | 0               | 1                 | 0                 | 1                 | 0                 | 7            | 0            | 0            | 0            | 46    | 1           | 5      | 0            |
| 16     | Drapeau de la république du Congo | Samba       | 0           | 0           | 0           | 0            | 0               | 0               | 0               | 0               | 0                 | 0                 | 0                 | 0                 | 0            | 0            | 0            | 0            | 0     | 0           | 0      | 0            |
| 17     |                                   | Mbia        | 1           | 0           | 0           | 0            | 0               | 0               | 0               | 0               | 0                 | 0                 | 0                 | 0                 | 3            | 0            | 1            | 0            | 4     | 0           | 1      | 0            |
| 17     |                                   | N'Doumbou   | 0           | 0           | 0           | 0            | 0               | 0               | 0               | 0               | 0                 | 0                 | 0                 | 0                 | 0            | 0            | 0            | 0            | 0     | 0           | 0      | 0            |
| 18     |                                   | Amalfitano  | 26          | 1           | 3           | 0            | 1               | 0               | 1               | 0               | 1                 | 0                 | 0                 | 0                 | 8            | 0            | 2            | 0            | 36    | 1           | 6      | 0            |
| 19     |                                   | Kaboré      | 17          | 0           | 2           | 1            | 1               | 0               | 0               | 0               | 1                 | 0                 | 0                 | 0                 | 8            | 0            | 2            | 0            | 27    | 0           | 4      | 1            |
| 20     |                                   | Ammari      | 0           | 0           | 0           | 0            | 0               | 0               | 0               | 0               | 0                 | 0                 | 0                 | 0                 | 0            | 0            | 0            | 0            | 0     | 0           | 0      | 0            |
| 20     |                                   | Romao       | 15          | 0           | 1           | 0            | 1               | 0               | 1               | 0               | 0                 | 0                 | 0                 | 0                 | 0            | 0            | 0            | 0            | 16    | 0           | 2      | 0            |
| 21     |                                   | Diawara     | 11          | 1           | 0           | 0            | 2               | 0               | 0               | 0               | 0                 | 0                 | 0                 | 0                 | 1            | 0            | 1            | 0            | 14    | 1           | 1      | 0            |
| 22     |                                   | Mango       | 0           | 0           | 0           | 0            | 0               | 0               | 0               | 0               | 0                 | 0                 | 0                 | 0                 | 1            | 0            | 1            | 0            | 1     | 0           | 1      | 0            |
| 23     |                                   | Jobello     | 0           | 0           | 0           | 0            | 0               | 0               | 0               | 0               | 0                 | 0                 | 0                 | 0                 | 2            | 0            | 0            | 0            | 2     | 0           | 0      | 0            |
| 24     |                                   | Fanni       | 33          | 2           | 2           | 1            | 2               | 0               | 1               | 0               | 1                 | 0                 | 0                 | 1                 | 9            | 1            | 0            | 0            | 45    | 2           | 3      | 2            |
| 26     |                                   | Azouni      | 0           | 0           | 0           | 0            | 0               | 0               | 0               | 0               | 0                 | 0                 | 0                 | 0                 | 1            | 0            | 0            | 0            | 1     | 0           | 0      | 0            |
| 25     |                                   | Omrani      | 1           | 0           | 0           | 0            | 0               | 0               | 0               | 0               | 0                 | 0                 | 0                 | 0                 | 2            | 0            | 0            | 0            | 3     | 0           | 0      | 0            |
| 27     |                                   | Raspentino  | 7           | 0           | 0           | 0            | 1               | 0               | 0               | 0               | 1                 | 0                 | 0                 | 0                 | 6            | 0            | 0            | 0            | 15    | 0           | 0      | 0            |
| 27     |                                   | Sougou      | 14          | 0           | 1           | 0            | 2               | 1               | 0               | 0               | 0                 | 0                 | 0                 | 0                 | 0            | 0            | 0            | 0            | 16    | 1           | 1      | 0            |
| 28     |                                   | Valbuena    | 38          | 3           | 3           | 0            | 3               | 1               | 0               | 0               | 1                 | 0                 | 0                 | 0                 | 8            | 1            | 0            | 0            | 50    | 5           | 3      | 0            |
| 29     |                                   | Gadi        | 0           | 0           | 0           | 0            | 0               | 0               | 0               | 0               | 0                 | 0                 | 0                 | 0                 | 0            | 0            | 0            | 0            | 0     | 0           | 0      | 0            |
| 30     |                                   | Mandanda    | 38          | 0           | 3           | 0            | 3               | 0               | 0               | 0               | 1                 | 0                 | 0                 | 0                 | 9            | 0            | 0            | 0            | 51    | 0           | 3      | 0            |
| 31     |                                   | Bangoura    | 0           | 0           | 0           | 0            | 0               | 0               | 0               | 0               | 0                 | 0                 | 0                 | 0                 | 0            | 0            | 0            | 0            | 0     | 0           | 0      | 0            |
| 32     |                                   | Andonian    | 0           | 0           | 0           | 0            | 0               | 0               | 0               | 0               | 0                 | 0                 | 0                 | 0                 | 0            | 0            | 0            | 0            | 0     | 0           | 0      | 0            |
| 33     |                                   | Apruzesse   | 1           | 0           | 0           | 0            | 0               | 0               | 0               | 0               | 0                 | 0                 | 0                 | 0                 | 0            | 0            | 0            | 0            | 1     | 0           | 0      | 0            |
| 34     |                                   | Aloe        | 0           | 0           | 0           | 0            | 0               | 0               | 0               | 0               | 0                 | 0                 | 0                 | 0                 | 1            | 0            | 1            | 0            | 1     | 0           | 1      | 0            |
| 35     |                                   | Abergel     | 0           | 0           | 0           | 0            | 0               | 0               | 0               | 0               | 0                 | 0                 | 0                 | 0                 | 0            | 0            | 0            | 0            | 0     | 0           | 0      | 0            |
| 36     |                                   | Santiago    | 0           | 0           | 0           | 0            | 0               | 0               | 0               | 0               | 0                 | 0                 | 0                 | 0                 | 1            | 0            | 0            | 0            | 1     | 0           | 0      | 0            |
| 40     |                                   | Fabri       | 0           | 0           | 0           | 0            | 0               | 0               | 0               | 0               | 0                 | 0                 | 0                 | 0                 | 0            | 0            | 0            | 0            | 0     | 0           | 0      | 0            |

## Sponsors de la saison
- Partenaires Principaux :
  - Adidas
  - Intersport
- Partenaires Officiels :
  - Caisse d’Épargne
  - Groupama
  - Orange
- Fournisseurs Officiels :
  - Coca-Cola
  - Citroën
  - Quick